# Eugen Kommerell
Eugen Kommerell (* 17. November 1854 in Tübingen; † 13. Februar 1936 in Bad Cannstatt) war ein deutscher praktischer Arzt, Badearzt und Medizinalrat.

## Leben
Eugen Kommerell studierte Medizin an der Eberhard Karls Universität Tübingen und war seit dem Wintersemester 1872/73 Mitglied der Studentenverbindung AV Igel Tübingen. 1878 wurde er mit einer Dissertation über die Schwindsucht promoviert. Bis 1881 blieb er als Assistent an der Universitätspoliklinik in Tübingen unter Prof. Theodor Jürgensen. Ab April 1881 wurde er Assistent an den Heilanstalten für physikalische Heilmethoden von Heinrich Averbeck in Baden-Baden. Bemerkenswert ist, dass er bei der behördlichen Anmeldung um Zulassung in Baden-Baden als Geburtsjahr 1852 angab.
Nach der Verlegung dieser Heilanstalten nach Bad Laubbach bei Koblenz ging Kommerell 1883 zurück nach Tübingen, wo er an die Universitätsfrauenklinik kurzzeitig erster Assistent war. Im Oktober des gleichen Jahres wechselte nach Liebenzell, um dort als Badearzt sowie als Stadt- und Bezirksarmenarzt zu arbeiten. Dort blieb er bis 1886 zugleich in Nachfolge von Dr. Carl Essig, der als Oberamts-Physikus nach Neresheim wechselte. 1886 legte Kommerell die ärztliche Staatsprüfung ab und ließ sich als praktischer Arzt in Ellwangen nieder, um bis 1891 in Neresheim als Oberamtsarzt und in gleicher Stellung bis 1903 in Münsingen tätig zu werden. Von 1903 bis 1913 war er als Oberamtsarzt in Waiblingen eingesetzt und war seitdem als voll besoldeter Arzt ohne eigene Praxis für die Bezirke Waiblingen und Cannstatt zuständig. Bereits 1905 war er zum Medizinalrat ernannt worden.
Kommerell hatte sieben Kinder. Der älteste Sohn, Eugen Ernst (* 1885) wurde ebenfalls Arzt und der jüngste, Max (1903–1944) wurde o. Prof. für neue deutsche Literaturgeschichte, er gehörte zum Kreis um Stefan George.

## Veröffentlichungen
- Über Phthisis und Tuberculosis. Eine klinische Studie, Med.-Diss. Tübingen 1878, Leipzig: Hirschfeld 1878
- Ärztliches über das Trinken, gemeinverständliche Erörterung der Alkoholfrage vom ärztlichen Standpunkt, Hildesheim: Mäßigkeitsverlag 1899
- Der Alkoholismus gemeinverständlich dargestellt, Dresden: E. Deleiter 1926